# Отопительный прибор
Отопи́тельный прибо́р — устройство (прибор) для обогрева (отопления) помещения путём передачи теплоты от теплоносителя, поступающего от источника теплоты, в окружающую среду.

## Требования, предъявляемые к отопительным приборам
К отопительным приборам как к оборудованию, устанавливаемому непосредственно в обогреваемых помещениях, предъявляется ряд требований:
1. санитарно-гигиенические — относительно пониженная температура поверхности; ограничение площади горизонтальной поверхности приборов и её гладкость для уменьшения отложения пыли; доступность и удобство очистки от пыли поверхности приборов и пространства вокруг них;
2. теплотехнические — передача максимального теплового потока от теплоносителя в помещение через определённую площадь поверхности прибора при прочих равных условиях, обеспечение надлежащего обогрева рабочей зоны помещения, управление теплоотдачей приборов;
3. экономические — минимальная стоимость прибора; минимальный расход материала, идущего на изготовление прибора;
4. архитектурно-строительные — соответствие внешнего вида прибора интерьеру помещений, компактность;
5. производственно-монтажные — механизация изготовления и монтажа приборов для повышения производительности труда; достаточная механическая прочность приборов.

## Классификация отопительных приборов
Все отопительные приборы по преобладающему способу теплоотдачи делятся на три группы:
1. радиационные приборы, передающие излучением не менее 50 % общего теплового потока (потолочные отопительные панели и излучатели);
2. конвективно-радиационные приборы, передающие конвекцией от 50 до 75 % общего теплового потока (радиаторы секционные и панельные, гладкотрубные приборы, напольные отопительные панели);
3. конвективные приборы, передающие конвекцией не менее 75 % общего теплового потока (конвекторы и ребристые трубы).

По используемому материалу:
1. металлические (из серого чугуна, стали, алюминия, биметаллические);
2. комбинированные (используется теплопроводный материал — бетон, керамика — в который заделывают стальные или чугунные греющие элементы);
3. неметаллические (бетонные панельные радиаторы, потолочные и напольные панели).

По величине тепловой инерции:
1. малой инерции (имеют небольшую массу материала и вмещаемой воды: теплоотдача быстро изменяется при изменении расхода подаваемого теплоносителя);
2. большой инерции (массивные приборы, вмещающие большое количество воды: теплоотдача изменяется сравнительно медленно).

## Описание отопительных приборов

### Радиаторы
Радиатор — конвективно-радиационный отопительный прибор, состоящий либо из отдельных колончатых элементов — секций с каналами круглой или эллипсообразной формы, либо из плоских блоков с каналами колончатой или змеевиковой формы.
- Радиаторы чугунные секционные — широко применяемые отопительные приборы — отливаются из серого чугуна в виде отдельных секций и могут компоноваться в приборы различной площади путём соединения секций на ниппелях с прокладками из термостойкой резины. Основные достоинства чугунных секционных радиаторов — хорошая теплоотдача и выдерживают относительно высокое давление теплоносителя. Большой диаметр проходного отверстия и малое гидравлическое сопротивление большинства чугунных радиаторов позволяют успешно использовать их в системах с естественной циркуляцией. Недостатки чугунных радиаторов — трудоемкость монтажа, не самый привлекательный внешний вид и большая тепловая инерция.
- Алюминиевые секционные радиаторы имеют очень хорошую теплоотдачу, низкую массу и привлекательный дизайн. К недостаткам можно отнести то, что они подвержены коррозии, которая усиливается при наличии в системе отопления гальванических пар алюминия с другими металлами.
- Биметаллические секционные радиаторы (имеющие алюминиевый корпус и стальную трубу по которой движется теплоноситель) сочетают в себе достоинства алюминиевых радиаторов — высокая теплоотдача, низкая масса, хороший внешний вид и, кроме того, при определенных условиях имеют более высокую коррозийную стойкость и обычно рассчитаны на большее давление в системе отопления. Их основной недостаток — высокая цена. Благодаря тому, что эти радиаторы способны выдержать большое давление, они могут использоваться в городских квартирах.
- Стальные панельные радиаторы наиболее часто используются при индивидуальном отоплении. Стальные панельные радиаторы обладают небольшой тепловой инерцией, а значит, с их помощью легче осуществлять автоматическое регулирование температуры в помещении.

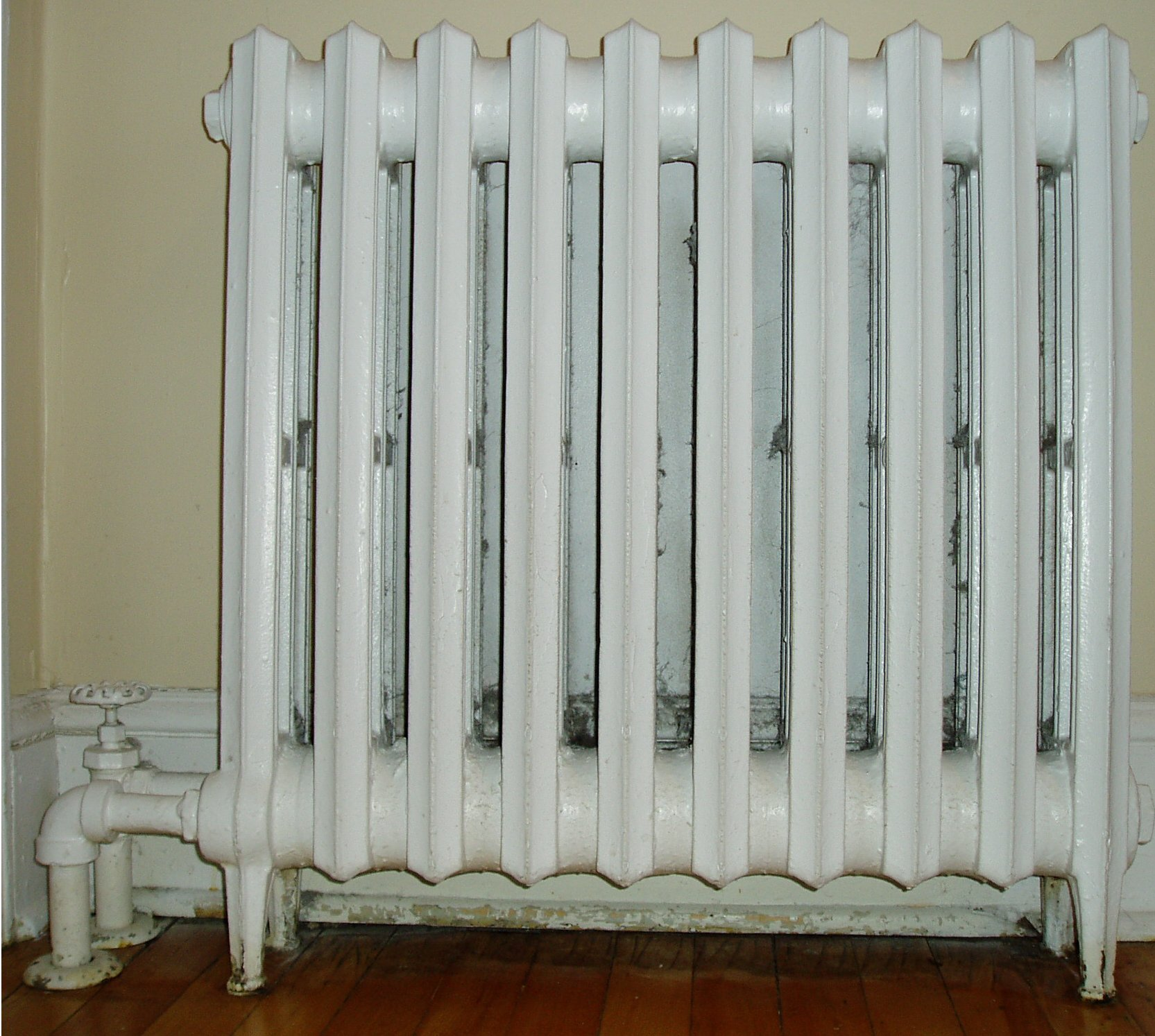
Чугунный секционный радиатор
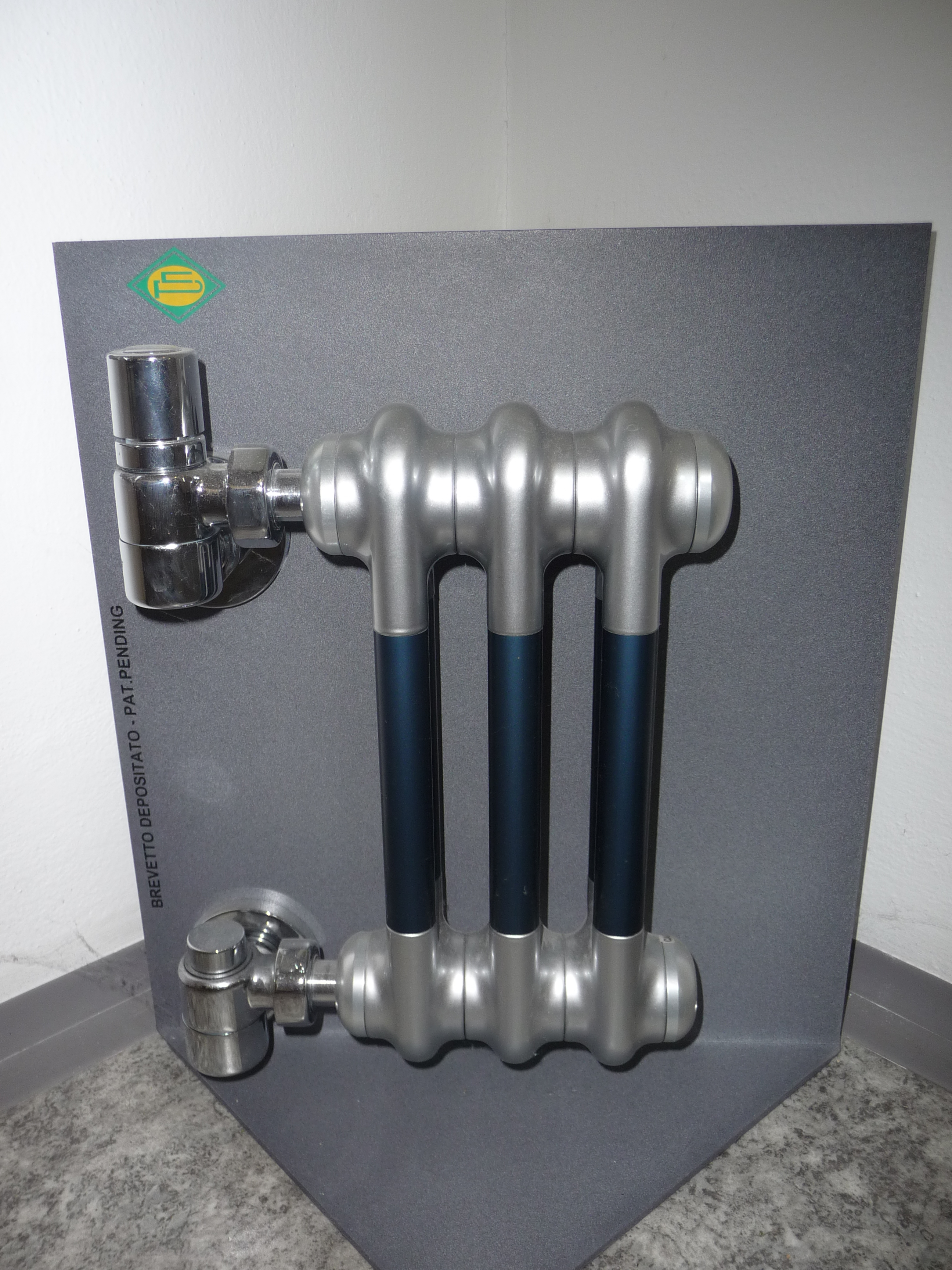
Алюминиевый секционный радиатор
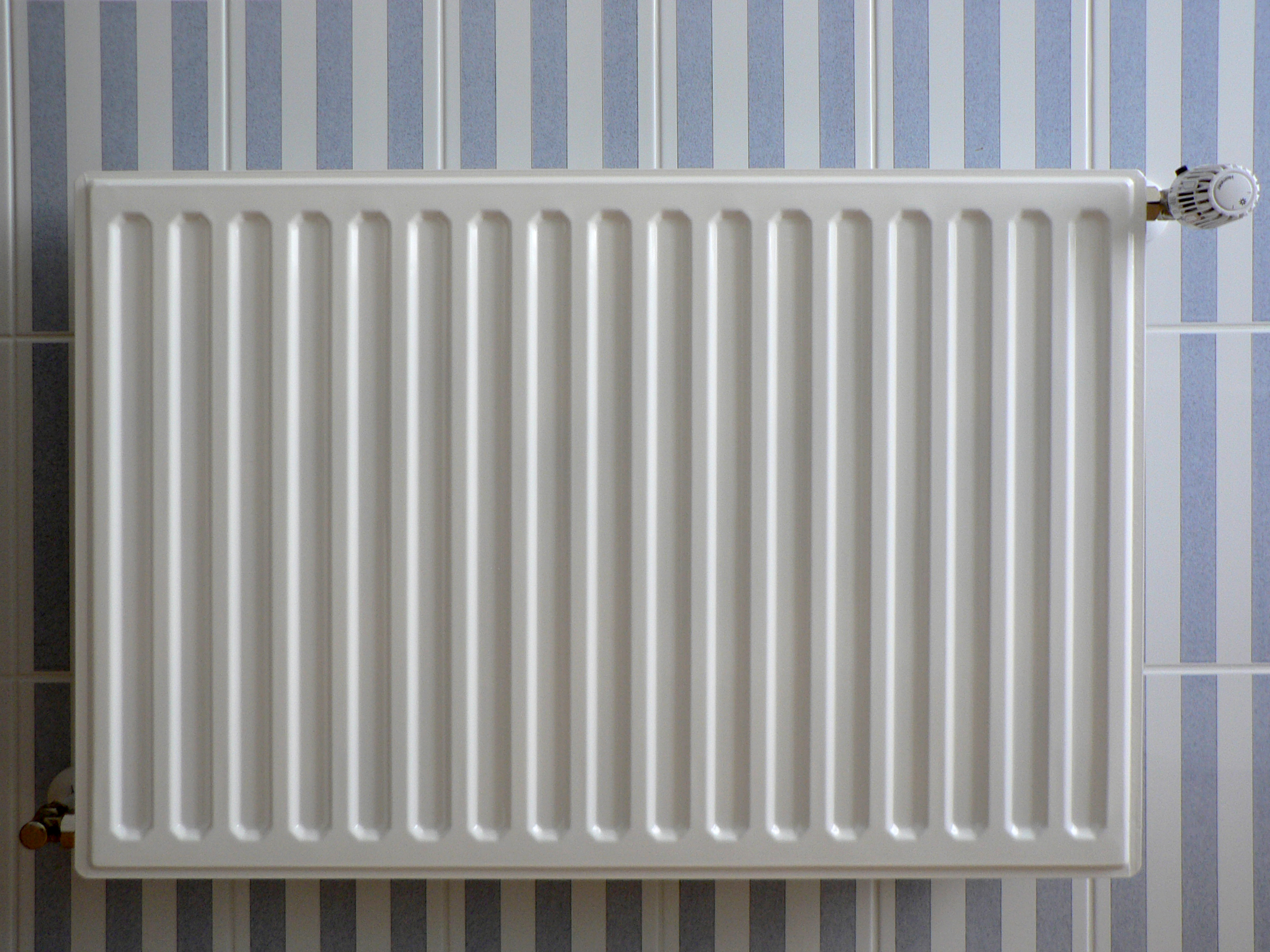
Стальной панельный радиатор управляемый термостатом

### Гладкотрубные приборы
Гладкотрубный прибор — прибор, состоящий из нескольких соединенных вместе стальных труб, образующих каналы колончатой (регистр) или змеевиковой (змеевик) формы для теплоносителя.

### Конвекторы
Конвектор — прибор конвективного типа, состоящий из двух элементов — ребристого нагревателя и кожуха. Конвектор передает в помещение конвекцией не менее 75 % полного количества тепла. Кожух декорирует нагреватель и способствует повышению скорости естественной конвекции воздуха у внешней поверхности нагревателя К конвекторам относятся также плинтусные отопительные приборы без кожуха.

### Ребристые трубы
Ребристой трубой называется открыто устанавливаемый отопительный прибор конвективного типа, у которого площадь внешней теплоотдающей поверхности не менее чем в 9 раз превышает площадь внутренней тепловоспринимающей.